# 荒川弘 (経済学者)
荒川 弘（あらかわ ひろし、1925年10月3日 - 2003年2月12日）は、日本のジャーナリスト、経済学者。

## 略歴
東京出身。一橋大学卒。高島善哉ゼミ出身。産経新聞社に入り、記者、論説委員ののち1980年成城大学経済学部教授となる。1996年定年、名誉教授となる。

## 著書
- 『証券恐慌前後 三〇年代の金融・証券市場』日本評論社 1967
- 『欧州共同体 その内部矛盾と米欧関係』1974 岩波新書
- 『新重商主義の時代 石油危機以後の世界経済』1977 (岩波新書)
- 『世界経済の秩序とパワー 多極化時代の国際関係』1983 有斐閣選書

### 翻訳
- J.K.ガルブレイス,ポール・サミュエルソン、ワシリー・レオンチェフ、ポール・スウィージー著,L.シルク編『資本主義は変貌する』産業能率短期大学出版部 1975